# Pianificazione dell'economia nazionale sovietica

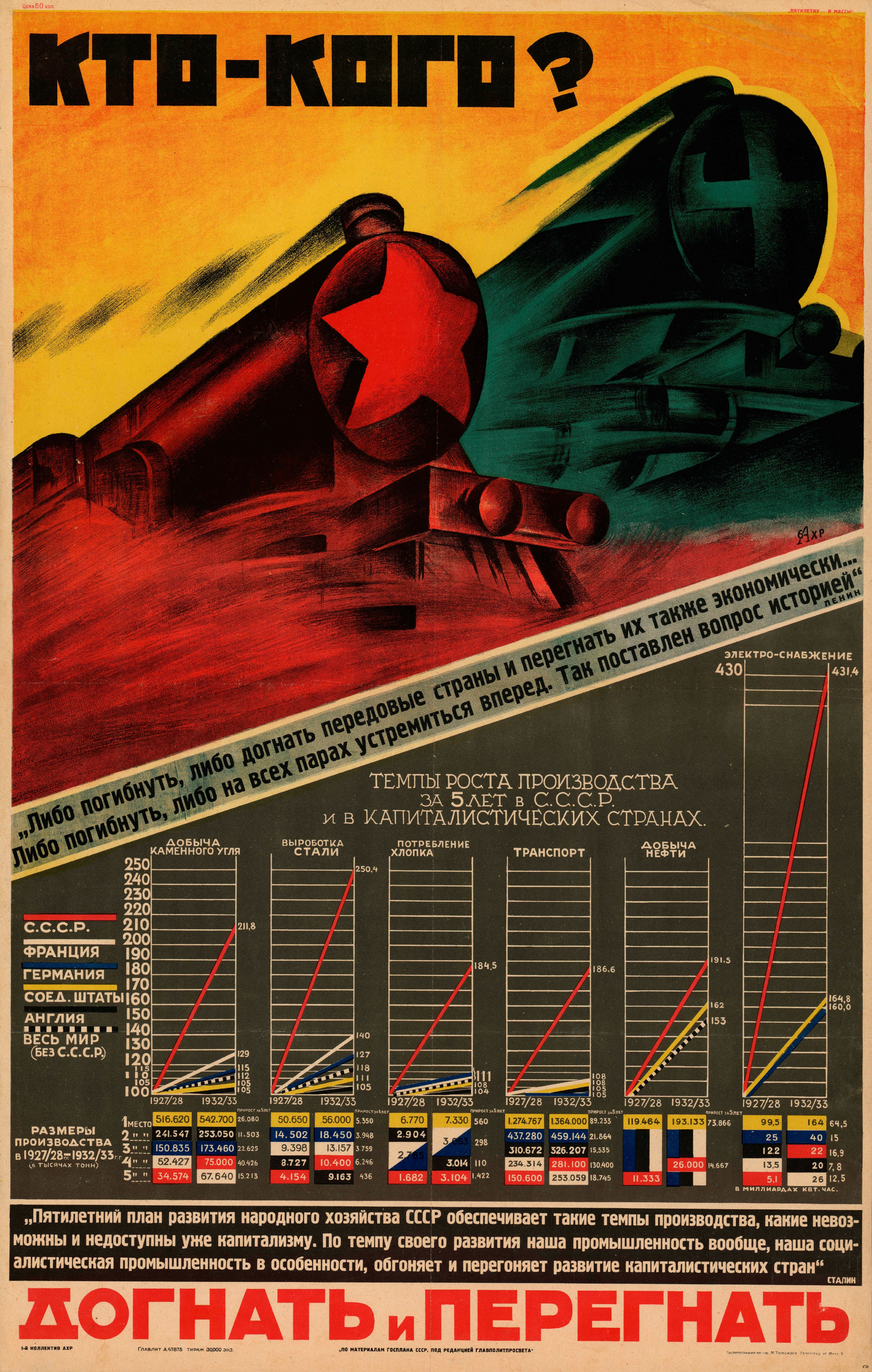
"Chi vincerà? Recuperare e superare", manifesto di propaganda sovietica del 1929.

L'Unione Sovietica era uno Stato socialista con economia pianificata, nella quale lo Stato possedeva i mezzi di produzione in rappresentanza del popolo, controllava il processo economico, coordinava le forze produttive, organizzava e regolava la produzione, distribuzione e scambio di beni materiali.
Lo scopo della pianificazione dell'economia nazionale sovietica era di garantire l'utilizzo ottimale di tutte le strutture di produzione per la soddisfazione globale dei bisogni del popolo, e di creare le condizioni per il sviluppo futuro della nazione. Nel periodo post-perestrojka, il sistema sovietico di pianificazione economica è stato descritto come un sistema amministrativo di comando a causa della priorità data de facto alla gestione altamente centralizzata rispetto alla pianificazione.
L'organo statale adibito alla pianificazione era il Comitato statale per la pianificazione ed agiva sotto la guida del Partito Comunista dell'Unione Sovietica con la collaborazione della Banca statale dell'URSS e del Comitato statale per l'approvvigionamento materiale e tecnico.

## Aspetti teorici
L'articolo 16 della Costituzione sovietica del 1977 stabiliva quanto segue:
Руководство экономикой осуществляется на основе государственных планов экономического и социального развития, с учетом отраслевого и территориального принципов, при сочетании централизованного управления с хозяйственной самостоятельностью и инициативой предприятий, объединений и других организаций. При этом активно используются хозяйственный расчёт, прибыль, себестоимость, другие экономические рычаги и стимулы.»
La direzione dell’economia viene esercitata sulla base dei piani statali di sviluppo economico e sociale, tenendo conto del principio settoriale e di quello territoriale, e combinando l’amministrazione centralizzata con l’autonomia economica e con l’iniziativa delle imprese, dei consorzi e delle altre organizzazioni. A tale fine si fa uso attivo del calcolo economico, del profitto, del costo di produzione, e di altre leve e stimoli economici.»
Di conseguenza, la pianificazione dell'economia nazionale sovietica era il principale metodo di attuazione della politica economica del PCUS, con il fine di aumentare globalmente le forze produttive della società e soddisfare in modo sempre più completo i bisogni dei cittadini. La pianificazione si basava sull'impiego delle leggi economiche del socialismo e sulla teoria marxista-leninista della riproduzione socialista estesa, in modo da poter gestire lo sviluppo economico secondo basi ritenute scientifiche e garantire un utilizzo ottimale e consapevole delle risorse.
Tra i principi impiegati nell'organizzazione e nelle metodologie della pianificazione centrale vi erano:
- Un'unità tra la politica e l'economia orientata verso la società, poiché senza un corretto approccio politico, la classe operaia non sarebbe stata in grado di raggiungere i propri obiettivi economici;[7]
- La natura globale e unitaria della pianificazione appoggiata alla proprietà socialista, in modo da garantire un equilibrio di tutti i settori dell'economia, l'utilizzo di tutte le risorse per raggiungere determinati obiettivi economici e sociali e la coordinazione degli interessi della società, dei singoli gruppi di lavoratori e degli individui;[7]
- La combinazione degli interessi complessivi nazionali, dei gruppi e degli individui all'interno della società lavoratrice;[8]
- L'applicazione del principio leninista del centralismo democratico[2][Nota 1] e la partecipazione di tutto il popolo nell'elaborazione e nell'implementazione dei piani, con la cooperazione e sincronia tra gli organi rappresentativi delle repubbliche sovietiche, le aziende e i soviet nella stesura dei piani, mentre allo stato centrale spettava la risoluzione di problemi riguardanti l'intera società o ampie fasce di popolazione, come l'occupazione, gli stipendi, l'andamento della crescita, lo sviluppo tecnico-scientifico e gli investimenti all'estero;[7]
- La natura obbligatoria dei piani per tutte le agenzie esecutive, poiché il piano aveva forza di legge.[7]

La pianificazione dell'economia nazionale sovietica avrebbe dovuto consentire lo sviluppo armonioso di tutti i rami della produzione e dei servizi, della scienza e della cultura, l'impiego delle risorse finanziarie, materiali e lavorative in base ai compiti socio-economici più importanti e la creazione delle necessarie proporzioni nei e tra i settori. Doveva inoltre allocare razionalmente le forze produttive e garantire un'elevata efficienza economica della produzione sociale.
L'organizzazione e la disciplina dei vari legami economici e tra i lavoratori erano entrambe necessarie per l'attuazione dei piani, ed erano ritenute come le condizioni per il progresso costante della società socialista. Non vi era l'alienazione dell'individuo, poiché quest’ultimo era considerato un prerequisito necessario per lo sviluppo globale di tutti i membri della società.

### Legge economica fondamentale del socialismo
Secondo gli economisti sovietici, una volta rovesciato il capitalismo, si instaurerebbero nuove leggi economiche socialiste diverse da quelle attive nel sistema precedente: quella principale è la legge economica fondamentale del socialismo (in russo Основной экономический закон социализма?, Osnovnoj èkonomičeskij zakon socializma). Tale legge fu enunciata per la prima volta da Iosif Stalin in Problemi economici del socialismo nell'URSS:
Следовательно: вместо обеспечения максимальных прибылей, – обеспечение максимального удовлетворения материальных и культурных потребностей общества; вместо развития производства с перерывами от подъема к кризису и от кризиса к подъему, – непрерывный рост производства; вместо периодических перерывов в развитии техники, сопровождающихся разрушением производительных сил общества, – непрерывное совершенствование производства на базе высшей техники.»
Quindi: non assicurazione dei profitti massimi, ma assicurazione del massimo soddisfacimento delle esigenze materiali e culturali della società; non sviluppo della produzione con fratture tra l'avanzata e la crisi e tra la crisi e l'avanzata; non interruzioni periodiche nello sviluppo della tecnica, accompagnata dalla distruzione delle forze produttive della società, ma perfezionamento continuo della produzione sulla base di una tecnica più elevata.»
(Stalin, Problemi economici del socialismo nell'URSS, 1951)
Questa legge riunisce tutti i principali processi economici socialisti ed ha un meccanismo di azione complesso, ramificato e a più livelli: lo sviluppo ottimale dell'intera produzione sociale deve essere garantito dal mantenimento di una proporzionalità economica nazionale dinamica attraverso la gestione pianificata dell'economia, mentre il benessere generale è assicurato dalla produzione di un massimo di reddito nazionale con il minimo relativo di costi sociali.
A livello delle singole aziende, la legge è mediata dall'uso pianificato del meccanismo denaro-merce che porta all'applicazione del principio: "Ciò che è benefico per la società, deve essere redditizio anche per l'impresa” (in russo что выгодно обществу, то должно быть выгодно и предприятию?, čto vygodno obščestvu, to dolžno byt’ vygodno i predprijatiju).

### Legge dello sviluppo pianificato e proporzionale dell'economia nazionale
La pianificazione e l'allocazione da parte dello Stato delle risorse che forniscono la relazione più vantaggiosa per la società tra i vari tipi di attività economica portano alla proporzionalità dello sviluppo dell'economia socialista.
La legge dello sviluppo pianificato e proporzionale dell'economia nazionale (in russo Планомерного, пропорционального развития народного хозяйства закон?, Planomernogo, proporcional'nogo razvitija narodnogo chozjajstva zakon) regola la produzione nell'economia socialista in conformità con i requisiti della legge economica fondamentale. Ritenuta dai Sovietici come tipica del modo di produzione socialista, esprime la necessità e la possibilità di gestire l'economia secondo un piano statale unico, stabilendo e mantenendo le proporzioni nell'intera economia nazionale nell'interesse di una rapida crescita della produzione e del consumo popolare.
La legge richiede una regolazione razionale e centralizzata della produzione delle singole industrie e imprese nell'intera economia, e tale legge può essere applicata solo con la proprietà pubblica dei mezzi di produzione. La proporzionalità in un'economia socialista funge da condizione per una pianificazione economica nazionale costantemente operativa.
Tra le proporzioni deve esserci il rapporto ideale tra la produzione dei mezzi di produzione e quella dei beni di consumo: per garantire la continua crescita della produzione con una tecnologia superiore, è necessario uno sviluppo più rapido delle fabbriche dei mezzi di produzione, e la loro priorità deve essere garantita dalle proporzioni tra le due suddivisioni della produzione sociale assieme allo sviluppo dell'industria leggera necessario per la massima soddisfazione possibile dei bisogni delle masse. Si devono inoltre stabilire le giuste proporzioni tra l'industria e l'agricoltura per garantire da un lato il ruolo guida dell'industria per la produzione delle tecnologie e dei beni necessarie all'agricoltura, dall'altro l'ulteriore crescita continua della produzione agricola statale e collettiva per fornire cibo alla popolazione urbana e all'industria alimentare.
A livello geografico, lo sviluppo proporzionale dell'economia nazionale richiedeva la distribuzione razionale della produzione tra i rajony dell'URSS (come la vicinanza delle fabbriche alle fonti di materie prime o alle regioni di consumo) lo sviluppo globale delle economie locali considerando le loro specificità, lo sviluppo economico e culturale delle repubbliche sovietiche e la riduzione dei trasporti inefficienti e a lunga distanza.
In conformità alla legge economica fondamentale del socialismo, le corrette proporzioni tra accumulazione e consumo devono garantire sia una crescita continua della produzione socialista sia un aumento sistematico del benessere materiale e del livello culturale delle masse.
Infine, nelle condizioni della transizione dal socialismo al comunismo, tali proporzioni dello sviluppo economico sono necessarie per cercare di assicurare l'ulteriore rafforzamento e sviluppo della produzione, la creazione graduale della base materiale e produttiva del comunismo e l'abbondanza dei prodotti; ma le proporzioni devono anche garantire l'indipendenza del Paese e una base economica solida in caso di attacchi nemici.

### Riproduzione socialista
La riproduzione socialista (in russo Социалистическое воспроизводство?, Socialističeskoe vosproizvodstvo) è il costante rinnovamento pianificato su vasta scala della produzione, della forza lavoro e dei rapporti di produzione all'interno di una società socialista. Vengono usati incentivi sociali morali e materiali, leve economiche, rapporti di denaro-merce, finanziari e di credito per cercare di ottenere il maggior volume fisico possibile del reddito nazionale) come fonte di soddisfazione dei crescenti bisogni delle masse e l'ulteriore sviluppo della produzione socialista. Quando la produzione e la riproduzione sono pianificate, le loro forme di valore diventano degli incentivi materiali per ottenere la maggior quantità possibile di valori di consumo con fattura e qualità appropriate al minor costo possibile del lavoro sociale. Sotto il socialismo la riproduzione procede senza recessioni e offre la possibilità di una crescita economica continua. Coprendo l'intera economia nazionale, si attua attraverso la riproduzione delle singole imprese, industrie e di tutti i legami della divisione sociale del lavoro secondo il piano nazionale ed è mediata dai rapporti di contabilità dei costi tra le imprese.
Basandosi sulla legge dello sviluppo pianificato dell'economia nazionale e sulla legge economica fondamentale del socialismo, lo stato socialista determina in modo pianificato i tassi di sviluppo dell'economia nazionale, le proporzioni e le connessioni tra i settori, il volume di accumulazione e consumo.

### Domanda e offerta
Nel sistema economico sovietico, la relazione tra domanda e offerta e le loro leggi continuavano ad avere grande importanza per la pianificazione e l’applicazione delle leggi economiche socialiste. Per cercare di garantire un'offerta maggiore della domanda e mantenere i prezzi stabili, la produzione doveva crescere più velocemente. Inoltre, in caso di un'eventuale discrepanza tra la gamma dei beni offerti e la struttura della domanda, la produzione doveva assicurare la creazione di riserve di merci in quantità superiori rispetto alle vendite o alla domanda media da utilizzare per colmare un'eventuale divario.

## Istituzioni

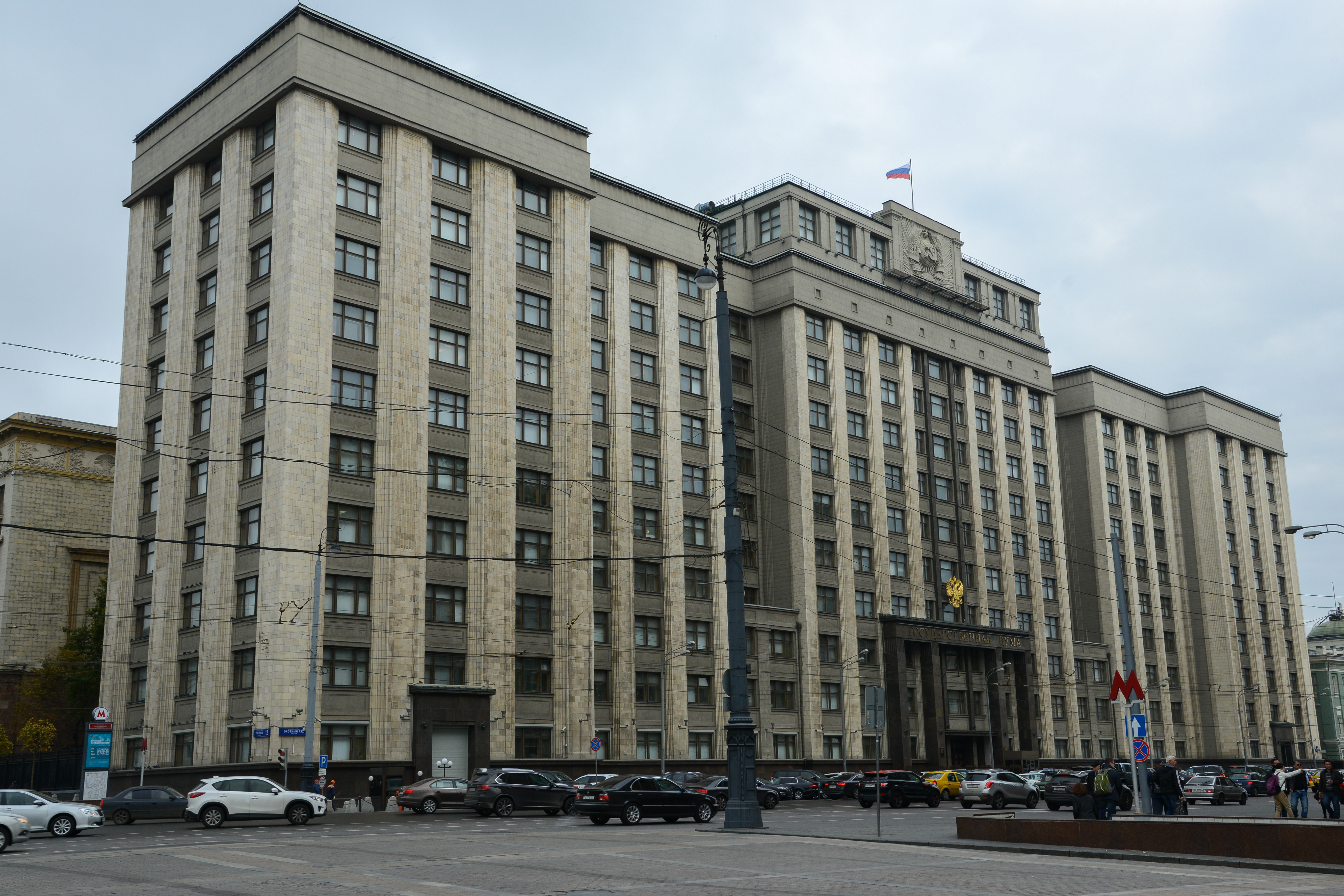
Sede storica del Gosplan e dal 1994 della Duma di Stato.

La pianificazione sovietica prevedeva la coordinazione tra le aziende, le istituzioni a livello locale e gli organi centrali subordinati al Consiglio dei ministri dell'Unione Sovietica. Tra quelli più importanti vi erano:
- Il Consiglio supremo dell'economia nazionale (in russo Высший Совет Народного Хозяйства?, Vysšij Sovet Narodnogo Chozjajstva) o Vesencha, fu creato con decreto del Consiglio dei commissari del popolo della RSFS Russa emanato il 15 dicembre 1917[22] e costituì il principale organo statale sovietico di coordinamento dei commissariati popolari nella pianificazione economica.[23] Operò con interruzioni fino al 1965.
- Il Comitato statale per la pianificazione (in russo Государственный комитет по планированию?, Gosudarstvennyj komitet po planirovaniju), meglio noto con l'abbreviazione Gosplan, fu creato con decreto del Consiglio dei commissari del popolo della RSFS Russa emanato il 22 febbraio 1921,[24][25][26] con lo scopo di gestire la pianificazione nazionale dell'economia sovietica e controllare dell'attuazione dei piani economici nazionali.[26][27]
- Il Comitato statale dell'URSS per l'approvvigionamento materiale e tecnico (in russo Государственный комитет СССР по материально-техническому снабжению?, Gosudarstvennyj komitet SSSR po material’no-techničeskomu snabženiju), abbreviato in Gossnab, fu attivo dal 1948 al 1953 e dal 1965 al 1991. Scopo del comitato era realizzare i piani di approvvigionamento dei materiali e commercializzazione dei prodotti, garantire le forniture cooperative intersettoriali, creare legami economici tra le imprese statali, sviluppare il commercio all'ingrosso dei mezzi di produzione, distribuire tra i consumatori i prodotti non distribuiti dal Gosplan con l'approvazione dei ministeri competenti, controllare l'attuazione tempestiva dei piani di consegna dei prodotti, sviluppare e implementare misure per migliorare il sistema e gli organi di approvvigionamento.[28] Gli ordini del Gossnab sulle questioni di sua competenza erano vincolanti per i ministeri e le altre organizzazioni dell'Unione Sovietica.[28]
- Il Ministero delle finanze dell'URSS (in russo Министерство финансов СССР?, Ministrestvo finansov SSSR) gestiva la politica finanziaria dell’Unione Sovietica, cercando i fondi necessari per l'attuazione dei piani, controllando l'osservanza della disciplina finanziaria statale e l'adempimento degli obblighi finanziari nei confronti dello Stato da parte di istituzioni, imprese e organizzazioni.[29]
- La Banca statale dell'URSS (in russo Государственный банк СССР?, Gosudarstvennyj bank SSSR), abbreviata in Gosbank, era la banca centrale dell'Unione Sovietica e, fino al 1987, l'unica banca attiva in territorio sovietico. Lavorava a stretto contatto con il ministero delle finanze per la relazione dei bilanci statali.

A partire dal 1949, l'URSS coordinò la propria pianificazione con quella dei paesi socialisti membri del Consiglio di mutua assistenza economica (COMECON), sulla base del programma globale di integrazione economica socialista adottato a lungo termine.

## Tipologie di piani
In Unione Sovietica venivano realizzati tre tipi di piani a seconda della loro durata, natura e ampiezza.

### Piani a lungo termine
I piani a lungo termine (in russo долгосрочные планы?, dolgosročnye plany) avevano una durata compresa tra i 10 e i 15 anni, definivano e determinavano a livello base gli andamenti nello sviluppo economico, scientifico, tecnologico e sociale. Inoltre, dovevano garantire la continuità, la coerenza e la consistenza delle varie tappe della politica economica sovietica.
I piani a lungo termine Includevano una stima delle risorse necessarie per raggiungere gli obiettivi e per i loro utilizzo efficiente, nonché i principali indicatori di crescita della produzione e dei consumi. Stabilivano le priorità per la risoluzione dei principali problemi e per lo sviluppo su larga scala di complessi territoriali e produttivi. Il pianificatore doveva anche considerare le nuove scoperte e conquiste della scienza e della tecnologia.
I piani a lungo termine venivano realizzati seguendo calcoli con multiple varianti, selezionando la variante che avrebbe permesso di raggiungere gli obiettivi prefissati con un ampio grado di efficacia e rapidità.

### Piani a medio termine (quinquennali)

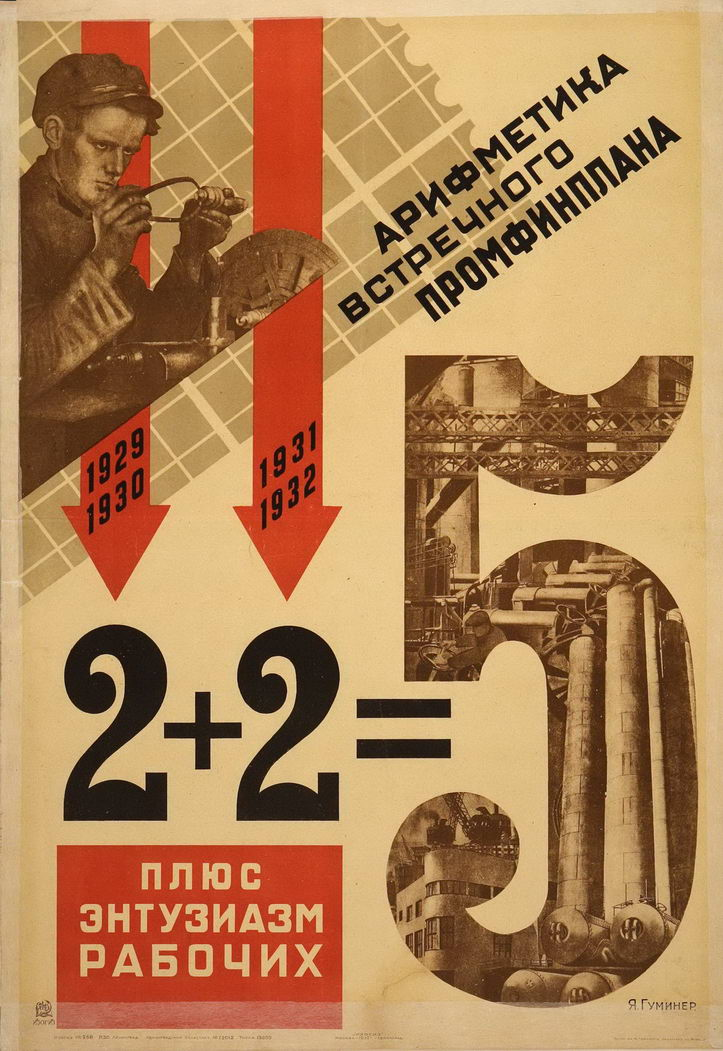
Manifesto di propaganda del 1931 per il primo piano quinquennale.

Nel 1929, il Gosplan iniziò ad emettere i piani a medio termine (in russo среднесрочные планы?, srednesročnye plany), o piani quinquennali per lo sviluppo dell'economia nazionale dell'URSS (in russo Пятилетние планы развития народного хозяйства СССР?, Pjatiletnie plany razvitija narodnogo chozjajstva SSSR), sviluppati a livello centrale con la guida del PCUS. Tali piani erano noti anche come pjatiletki (in russo Пятилетки?).
All'interno dei piani quinquennali, venivano specificati gli obiettivi generali stabiliti dai piani a lungo termine e venivano stabilite le priorità. Inoltre determinavano i tassi di crescita e lo sviluppo dell'economia nella sua interezza, fissavano i volumi di produzione e degli investimenti in settori e regioni, gli obiettivi scientifici e tecnologici, la specializzazione e la cooperazione della produzione, nonché gli obiettivi per aumentare l'efficienza produttiva e gli standard di vita.
Il piano quinquennale era delineato in due fasi:
- Elaborazione degli andamenti chiave nello sviluppo dell'economia nazionale come modelli per il futuro piano quinquennale: venivano specificati gli obiettivi e le risorse necessarie assieme ai principali problemi principali da affrontare. Si redigeva quindi una bozza del piano da discutere in tutta l'URSS e successivamente al Congresso del PCUS.[32]
- Realizzazione del piano quinquennale definitivo, con obiettivi suddivisi per anno, ministero, dipartimento RSS e regione economica.[32]

Durante la storia sovietica furono adottati 12 piani quinquennali e 1 settennale (1959-1965). Il tredicesimo e ultimo piano quinquennale (1991-1995) non fu attuato a causa dell'abolizione del Gosplan il 16 maggio 1991, dello smantellamento dell'economia pianificata e della dissoluzione dell'Unione Sovietica.
Durante il governo di Stalin, furono stabilite le seguenti priorità di pianificazione centralizzata:
1. investimento prima del consumo, industria prima dell'agricoltura, produzione materiale prima dei servizi;
2. produzione dei mezzi di produzione prima di quella dei beni di consumo;
3. Prodotti militari prima di quelli civili;
4. Beni nazionali prima di quelli importati.

La priorità fondamentale degli investimenti rispetto ai consumi alla fine degli anni venti fu confermata a livello teorico dal modello matematico di crescita economica dell'economista sovietico Grigrorij Fel'dman. Nell'URSS e nei paesi dell'Europa orientale, rispetto ai paesi con economie di mercato a un livello di sviluppo comparabile, la produzione era più alta nell'industria pesante e bellica, vi erano meno servizi, la quota degli investimenti sul PIL era più alta e il volume del commercio estero e il livello di urbanizzazione erano più bassi.

### Piani a breve termine
I piani a breve termine erano validi per un limitato periodo di tempo (un mese, un semestre o un anno) e servivano per cercare tutte le risorse latenti e potenziali non individuate dal piano quinquennale. Specificavano gli obiettivi annuali delineati dai pjatiletki e, sulla base di analisi economiche, stabilivano uno schema di interconnessioni tra le aziende di quasi tutti i settori.

## Processo di pianificazione

### Programma ventennale e linee guida

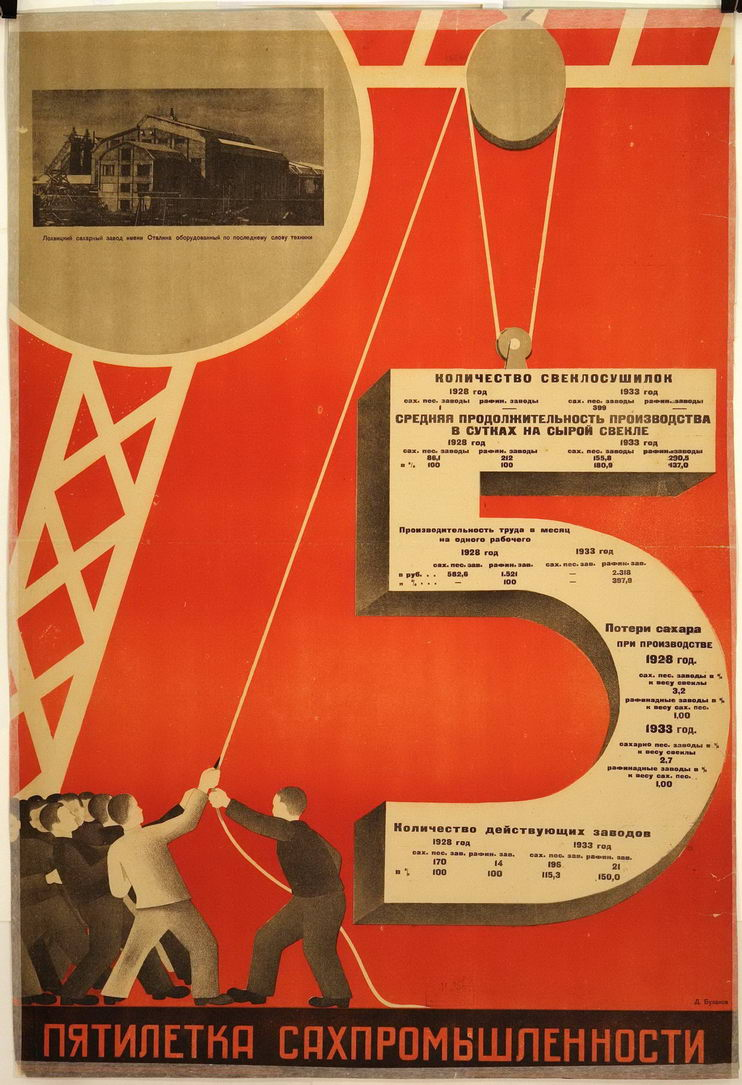
"Piano quinquennale dello zuccherificio", manifesto di D. A. Bulanov del 1933.

L'Accademia delle scienze dell'URSS, il Comitato statale dell'URSS per la scienza e la tecnologia e il Comitato per la costruzione realizzavano un programma comprensivo ventennale per lo sviluppo scientifico e tecnologico da dividere in quattro piani quinquennali. Il programma veniva poi presentato al Consiglio dei ministri e al Gosplan entro due anni dall'entrata in vigore del successivo piano quinquennale. Ogni cinque anni, il programma ventennale veniva aggiornato o modificato se necessario e veniva esteso per altri cinque anni.
Il Gosplan, assieme ai ministeri e dipartimenti dell'Unione Sovietica e ai Consigli dei ministri delle varie RSS, elaboravano una bozza delle linee guida principali per lo sviluppo economico e sociale dell'URSS estesa a dieci anni (divisi in cinque) sulla base degli obiettivi a lungo termine e al programma comprensivo ventennale. Per il primo quinquennio gli indicatori chiave venivano suddivisi per anno, mentre per il secondo gli indicatori principali erano stabiliti per l'ultimo anno del periodo. Ogni cinque anni, il Gosplan introduceva le correzioni necessarie nelle linee guida principali e le estendeva per un altro quinquennio, presentando la bozza al Consiglio dei ministri entro 18 mesi dal termine del piano quinquennale in corso.

### Indicatori
Gli indicatori rappresentavano il più importante strumento della pianificazione economica nazionale e riflettono gli obiettivi politici ed economici dei piani sotto forma di compiti specifici, nonché i calcoli necessari. In base alla bozza delle linee guida principali per lo sviluppo economico e sociale dell'URSS, l'Amministrazione statistica centrale dell'URSS stabiliva la gamma di indicatori di rendicontazione, la procedura e la tempistica della rendicontazione al fine di garantire un controllo costante sull'andamento dei piani, mentre il Gosplan elaborava gli indicatori e i tassi economici per il successivo quinquennio, distribuendoli per anno, ed in seguito inviava i dati ai ministeri e dipartimenti dell'URSS e ai Consigli dei ministri delle RSS un anno prima dell'inizio del piano quinquennale.
Gli indicatori approvati nel piano economico nazionale comprendevano tutti i compiti principali che determinavano il ritmo e le proporzioni dello sviluppo economico, inclusi il volume di produzione e vendita dei prodotti, gli indicatori dell'aumento dell'efficienza produttiva, lo sviluppo dei settori del settore dei servizi e il miglioramento del tenore di vita dei cittadini. I principi di base per formare un sistema di indicatori pianificati erano gli stessi sia per i piani a lungo termine che per quelli annuali, ma quelli quinquennali avevano una gamma limitata e ampliata di indicatori, mentre in quelli annuali gli indicatori erano più dettagliati e specifici.
Potevano essere divisi nei seguenti gruppi:
- Demografia, manodopera e impiego;
- Immobilizzazioni: disponibilità e messa in servizio di immobilizzazioni, capacità di produzione e rendimento del patrimonio;
- Capitale circolante: saldi e piani per la distribuzione di materie prime e combustibili; tassi di consumo delle risorse materiali per unità di produzione; standard di riverse di capitale circolante;
- Progresso scientifico e tecnologico: sviluppo di una rete di istituzioni scientifiche e volume di ricerca scientifica; volume di attuazione dei risultati della scienza e della tecnologia nella produzione e la loro efficacia;
- Volume di produzione e trasporto;
- Volume degli investimenti di capitale e dei lavori di costruzione e installazione;
- Indicatori finanziari: costi di produzione e distribuzione, profitto e redditività, entrate e spese dello Stato, delle imprese e delle organizzazioni; fondi di incentivazione economica; entrate e uscite dei cittadini; vari standard finanziari.
- Indicatori del tenore di vita delle persone e dello sviluppo socio-culturale; reddito reale pro capite; salari degli operai, dei dipendenti e degli agricoltori collettivi; pagamenti e benefici da fondi pubblici; livello di consumo delle merci; fatturato al dettaglio; fornitura di alloggi e servizi pubblici, servizi ai consumatori, sviluppo dell'istruzione pubblica e dell'assistenza sanitaria.
- Protezione dell'ambiente e utilizzo delle risorse naturali.
- Proporzioni economiche nazionali ed efficienza della produzione sociale; saldi di prodotto sociale e reddito nazionale.
- Relazioni economiche estere: volume totale di esportazioni e importazioni per gruppi di merci; indicatori di cooperazione scientifica e tecnica; indicatori di integrazione economica dei paesi membri Comecon, ecc.

L'elenco degli indicatori stabiliti nei piani economici nazionali veniva ulteriormente ampliato e differenziato dai ministeri, dai dipartimenti dell'URSS e dai Consigli dei ministri delle singole repubbliche sovietiche. Gli indicatori dei piani per le imprese erano più dettagliati e riflettevano le specificità di ciascun settore.
Entro un mese dalla ricezione dal Gosplan, i ministeri e dipartimenti dell'Unione Sovietica e i Consigli dei ministri delle RSS trasmettevano le figure di controllo alle associazioni, imprese e organizzazioni per permettere loro di elaborare una bozza dei piani quinquennali. Assieme ai venditori, iniziavano un lavoro preliminare con consumatori e fornitori per decidere l'assortimento e l'ampiezza dell'output per la conclusione degli accordi economici. Con le figure di controllo fornite da aziende, associazioni e organizzazioni, i ministeri dell'URSS e i governi delle RSS abbozzavano dei piani quinquennali per settori e singole Repubbliche da inviare al Gosplan, che realizzava quindi un piano statale unico per il successivo quinquennio e lo presentava al Consiglio dei ministri dell'URSS entro cinque mesi dall'inizio del nuovo quinquennio.

### Calcoli
I parametri generali della bozza del piano fornivano le basi per calcoli macroeconomici e dettagliati per settori, rami e singole risorse a livello territoriale e temporale. Gli indicatori della struttura tecnica ed economica della produzione diventavano coefficienti per l'input di materie prime e altri materiali, carburante, assets e lavoro per unità di output.

La forma generale del modello intersettoriale utilizzata nel lavoro di previsione e pianificazione è espressa dalla seguente equazione:
{\displaystyle X_{i}(t)=\sum _{j=1}^{n}\,a_{ij}(t)X_{j}(t)+\,\sum _{j=1}^{n}\sum _{r=1}^{T}\,b_{ij}(t)k_{r}^{ij}\times \Delta \,X_{j}(t+r)+Y_{i}^{*}(t)} {\displaystyle i=1,\,2,\,...,\,n;\quad t=1,\,2,\,...,\,T,}
Dove:
- {\displaystyle X_{i}(t)} esprime il volume di output del settore {\displaystyle i} nell'anno {\displaystyle t} del periodo del piano;
- {\displaystyle a_{ij}} rappresenta il coefficiente della spesa diretta dell'output per unità del settore {\displaystyle i} del prodotto lordo del settore {\displaystyle j};
- {\displaystyle b_{ij}(t)} esprime la specifica spesa di capitale dell'output del settore {\displaystyle i} sull'aumento in un'unità di output del settore {\displaystyle j};
- {\displaystyle r} è lo sfasamento massimo dell'investimento di capitale, ovvero il periodo dall'inizio dell'investimento alla ricezione dell'output da esso generato;
- {\displaystyle k_{ij}^{r}} rappresenta la percentuale dell'investimento di capitale dell'output del settore {\displaystyle i} per aumentare l'output del settore {\displaystyle j} ed {\displaystyle r} anni prima del completamento della costruzione, nel volume complessivo dell'investimento di capitale dell'output del settore {\displaystyle i} per l'aumento dell'output del settore {\displaystyle j}
- {\displaystyle Y_{i}^{*}(t)} esprime il prodotto finale del settore {\displaystyle i} nell'anno {\displaystyle t}, meno l'investimento produttivo di capitale collegato con l'espansione della produzione. Tale modello include anche i calcoli per determinare il bisogno aggiuntivo di manodopera di vari ambiti.

Un altro modello impiegato era quello del bilancio fisico-valore, che permetteva di unire i calcoli degli indicatori macroeconomici e le proporzioni intersettoriali con quelli caratteristici delle specifiche interconnessioni intersettoriali e intrasettoriali. Tale modello era rappresentato dalle seguenti equazioni:
{\displaystyle x_{i}=\sum _{j=1}^{n}\,a_{ij}x{j}+\sum _{\mathfrak {\Re =1}}^{m}\,a_{i\Re }x_{\Re }+y_{i}+\alpha _{i}x_{i}}
{\displaystyle x_{j}^{k}=\beta _{j}^{k}x_{j};\quad \sum _{k=1}^{m}\ \beta _{j}^{k}=1;}
{\displaystyle x_{k}={\frac {\sum _{j=1}^{n\in {\bar {k}}}\cdot x_{j}^{k}v_{j}^{k}p_{j}^{k}}{1-\gamma k}}}
Dove:
- {\displaystyle x_{j}} è il volume di prodotto realizzato ({\displaystyle j}) e distribuito ({\displaystyle i}), rispettivamente, in termini fisici, per il circuito economico nazionale completo, {\displaystyle i,\,j=1,\,2,\,3,\,...,\,n};
- {\displaystyle x_{j}^{k}} è il volume di output del prodotto {\displaystyle j} nelle imprese del settore {\displaystyle k};
- {\displaystyle x_{k}} è il volume del prodotto lordo del settore {\displaystyle k};
- {\displaystyle a_{ij}} è la spesa del prodotto {\displaystyle i} nella produzione di un'unità di output {\displaystyle j} per l'intero circuito economico nazionale;
- {\displaystyle a_{ik}} è la spesa del prodotto {\displaystyle i} (non specifico per singoli prodotti), per unità del prodotto lordo del settore {\displaystyle k};
- {\displaystyle \alpha _{i}} è la percentuale della parte di prodotto distribuito {\displaystyle i}, non suddiviso per consumatori specifici;
- {\displaystyle y_{i}} è il valore del consumo finale del prodotto {\displaystyle i};
- {\displaystyle \beta _{j}^{k}} è la percentuale delle imprese del settore {\displaystyle k} nel volume di output del prodotto {\displaystyle j} per l'intero circuito economico nazionale;
- {\displaystyle v_{j}^{k}} è la percentuale dell'output commerciale del prodotto {\displaystyle j} nel volume complessivo della sua produzione nelle aziende del settore {\displaystyle k};
- {\displaystyle p_{j}^{k}} è il prezzo all'ingrosso del prodotto {\displaystyle j}, realizzato nelle aziende del settore {\displaystyle k}
- {\displaystyle \gamma _{k}} è la percentuale dell'altro output incluso nel volume del prodotto lordo del settore {\displaystyle k};
- {\displaystyle n,\,m} sono le rispettive quantità di prodotti e numeri dei settori inclusi nel bilancio intersettoriale fisico-valore;

Gli indicatori ottenuti dalla risoluzione del sistema di equazioni del modello fisico-valore rende possibile stabilire i volumi bilanciati della produzione, distribuzione e uso dell'output dei settori in termini di valore e delle tipologie chiave di prodotto in termini fisici.

### Redazione dei bilanci
Il bilancio dell'economia nazionale dell'URSS era uno strumento per l'analisi dei risultati specifici della riproduzione socialista, dello stato e delle tendenze nello sviluppo delle relazioni economiche interne, delle proporzioni economiche settoriali, territoriali e nazionali e della scala e del tasso di riproduzione. Costituiva inoltre il principale mezzo di pianificazione dell'economia non solo per stabilire la necessità di investimenti concessi dal sistema centralizzato di allocazione, ma anche per coordinare le componenti del piano di produzione complessivo. Lo sviluppo dei bilanci assicurava il coordinamento dei bisogni e delle risorse in una data fase dello sviluppo economico nazionale nonché l'individuazione di nuove risorse e riserve interne da immettere nel circolo economico. Contribuiva inoltre al più stretto risparmio di risorse materiali, consentiva di rivelare squilibri parziali nello sviluppo delle industrie e aiutava a prendere misure per eliminarli, promuoveva lo sviluppo complesso dell'economia delle repubbliche sovietiche e delle regioni economiche, nonché l'accumulo di riserve statali.
Un singolo bilancio era formato ponendo in equazione la domanda e l'offerta di un determinato prodotto con coefficienti tecnici specifici che esprimevano le relazioni input-output dei diversi prodotti. Il coefficiente era il risultato di una media ponderata dipendente dalla composizione del piano di produzione nel quale doveva essere applicato, e di conseguenza si modificava negli ultimi stadi della rielaborazione del piano o nel corso della sua realizzazione.
Lo schema dei bilanci comprendeva 4 sezioni principali con un relativo sistema di indicatori: saldo della produzione di un prodotto sociale e del suo utilizzo; saldo delle risorse di lavoro, della loro distribuzione e del loro utilizzo; saldo della produzione del reddito nazionale, della sua distribuzione, ridistribuzione e utilizzo, e una tabella riassuntiva.
I bilanci venivano compilati dall'Ufficio centrale di statistica dell'URSS e consentivano di fornire un'analisi economica e una valutazione dello stato dell'economia nazionale nel suo complesso, di tutti i suoi legami economici più importanti, tassi, proporzioni e tendenze di sviluppo, per caratterizzare tutti gli aspetti il processo di riproduzione nella loro unità interiore e movimento. Per il periodo di un piano (in dettaglio per un anno o meno per un quinquennio), il Gosplan realizzava un grafico di bilancio in termini di unità di materiale (il denaro non veniva considerato come parte del processo d'acconto).

#### Bilanci materiali
Quello dei bilanci materiali era un sistema di indicatori che caratterizzavano le risorse di un prodotto rispetto alla sua necessità, e veniva impiegato per identificare il grado di approvvigionamento della produzione di vari tipi di prodotti e per stabilire le proporzioni corrette nell'economia nazionale. I bilanci materiali venivano realizzati a diversi livelli di pianificazione, come gli organi centrali e le aziende stesse, e servivano per coordinare richieste e risorse a livello macroeconomico.
I bilanci materiali economici nazionali coprivano solo quei tipi di prodotti industriali e agricoli dai quali dipendeva la soluzione dei compiti più importanti del piano in corso e servivano come base per il programma di produzione del piano economico nazionale, i piani per la distribuzione dei prodotti tra i consumatori e i piani per il commercio.
| Risorse                                                                           | Consumi                                                                    |
| --------------------------------------------------------------------------------- | -------------------------------------------------------------------------- |
| Scorte all'inizio del periodo                                                     | Fabbisogno produttivo e operativo (allocazione dei principali consumatori) |
| Produzione (assegnazione dei principali produttori tra RSS e ministeri dell'URSS) | Costruzione (evidenziazione dei principali consumatori)                    |
| Importazioni                                                                      | Fondo di mercato                                                           |
| Altre forniture                                                                   | Esportazioni                                                               |
| Saldi di fine periodo                                                             |                                                                            |
| Risorse totali                                                                    | Consumo totale                                                             |

| Risorse                       | Consumi                         |
| ----------------------------- | ------------------------------- |
| Scorte all'inizio del periodo | Esportazioni verso altre RSS    |
| Importazioni da altre RSS     | Esigenze produttive e operative |
| Produzione                    | Costruzione                     |
| Altre forniture               | Altre esigenze (per tipo)       |
|                               | Scorte di fine periodo          |
| Risorse totali                | Consumo totale                  |

Il Gosplan asseriva le quantità di acciaio, cemento, lana, tessuto e altri materiali che avrebbero potuto essere disponibili l'anno successivo, basandosi su dei calcoli specifici e in modo da garantire una corrispondenza tra il volume della produzione di un bene specifico e la sua richiesta. In ciò venivano considerati sia i bisogni interni sia l'ammontare di output da esportare. Il bilancio per ogni prodotto può essere quindi scritto con le seguenti formule:
| Risorse | Distribuzione |
| --- | --- |
| {\displaystyle P+Im+S_{0}}                                                                                           | {\displaystyle Ind+K+Con+E=S_{1}} |
| {\displaystyle P} - produzione {\displaystyle Im} - importazioni {\displaystyle S_{0}} - scorte all'inizio dell'anno | {\displaystyle Ind} - consumo industriale (domanda intermediaria) {\displaystyle K} - costruzione del capitale {\displaystyle Con} - consumo non produttivo {\displaystyle E} - esportazioni {\displaystyle S_{1}} - scorte finali |

#### Bilanci intersettoriali
Noto in occidente come "sistema input-output", il bilancio sovietico della produzione intersettoriale e della distribuzione del prodotto sociale era un metodo di analisi economica e di pianificazione delle proporzioni del processo di riproduzione estesa nel contesto settoriale. Nello sviluppo e nell'analisi del bilancio inter-industriale, venivano impiegati strumenti di calcolo ed elaboratori elettronici.
| |                            | Produttori industriali                                                                                               | Prodotto sociale aggregato                                                                                              | Prodotto sociale aggregato                                                                                              | Prodotto sociale aggregato                                                                                              | Prodotto sociale aggregato                                                                                         | Prodotto sociale aggregato | Prodotto sociale aggregato | Prodotto sociale aggregato | Prodotto sociale aggregato | Prodotto sociale aggregato                                                                              | Prodotto sociale aggregato                                                                              |
| Prodotto intermedio | Prodotto intermedio        | Prodotto intermedio                                                                                                  | Prodotto intermedio | Prodotto finale | Prodotto finale | Prodotto finale | Prodotto finale            | Prodotto finale            | Totale complessivo         |                            | | |
| Consumatori industriali | 1                          | 2 | {\displaystyle j} | {\displaystyle n} | Compensazione per cessione e revisione di immobilizzazioni                                                              | Reddito nazionale                                                                                                  | Reddito nazionale          | Export (+) Import (-)      | Totale complessivo         | Totale                     | | |
| Consumatori industriali | Metallurgia                | Energia elettrica | | | Compensazione per cessione e revisione di immobilizzazioni                                                              | Fondo consumi | Fondo accumuli             | Export (+) Import (-)      | Totale complessivo         | Totale                     | | |
| Valore del prodotto sociale lordo | Costi materiali attuali    | 1. Металлургия 2. Электроэнергетика. 3. {\displaystyle i} 4. {\displaystyle n}                                       | - {\displaystyle a_{11}X_{1}} - {\displaystyle a_{21}X_{1}} - {\displaystyle a_{i1}X_{1}} - {\displaystyle a_{n1}X_{1}} | - {\displaystyle a_{12}X_{2}} - {\displaystyle a_{22}X_{2}} - {\displaystyle a_{i2}X_{2}} - {\displaystyle a_{n2}X_{2}} | - {\displaystyle a_{1j}X_{j}} - {\displaystyle a_{2j}X_{j}} - {\displaystyle a_{ij}X_{j}} - {\displaystyle a_{nj}X_{j}} | {\displaystyle a_{1n}X_{n}}{\displaystyle a_{2n}X_{n}} ... {\displaystyle a_{in}X_{n}} {\displaystyle a_{nn}X_{n}} |                            | II quadrante               |                            |                            | - {\displaystyle Y_{1}} - {\displaystyle Y_{2}} ... - {\displaystyle Y_{i}} ... - {\displaystyle Y_{n}} | - {\displaystyle X_{1}} - {\displaystyle X_{2}} ... - {\displaystyle X_{i}} ... - {\displaystyle X_{n}} |
| Valore del prodotto sociale lordo | Valore del prodotto finale | - Ammortamento - Reddito dei lavoratori - Utile netto delle imprese - Reddito netto centralizzato dello Stato Totale | - {\displaystyle cD_{1}} - {\displaystyle v_{1}} - {\displaystyle m_{1}} - {\displaystyle m_{1}}                        | - {\displaystyle cD_{2}} - {\displaystyle v_{2}} - {\displaystyle m_{2}}                                                | - {\displaystyle cD_{j}} - {\displaystyle v_{j}} - {\displaystyle m_{j}}                                                | - {\displaystyle cD_{n}} - {\displaystyle v_{n}} - {\displaystyle m_{n}}                                           |                            | IV quadrante               |                            |                            | | |
| Totale complessivo | Totale complessivo         | Totale complessivo                                                                                                   | {\displaystyle X_{1}}                                                                                                   | {\displaystyle X_{2}}                                                                                                   | {\displaystyle X_{j}}                                                                                                   | {\displaystyle X_{n}}                                                                                              |                            |                            |                            |                            | | {\displaystyle {\dot {a}}X_{i}}                                                                         |
| La tabella dei collegamenti intersettoriali, costruita secondo questo schema, rifletteva la struttura dei costi per la produzione di ciascun prodotto e la struttura della sua distribuzione nell'economia nazionale sovietica. I valori nelle colonne caratterizzano la composizione dei prodotti di ogni settore in termini di valore, riflettendo sia le risorse materiali ricevute da altre industrie, sia il costo del lavoro vitale sotto forma di salari e plusprodotto, nonché detrazioni di ammortamento. Nelle righe sono forniti i dati su quanto o quanti prodotti sono stati trasferiti da un'industria ad altri settori dell'economia nazionale per le esigenze di produzione (prodotto intermedio), nonché il consumo finale dei prodotti per il consumo e l'accumulo personale e sociale, rimborso e revisione delle immobilizzazioni e saldo export-import (distribuzione della produzione e del valore). |                            | | | | | |                            |                            |                            |                            | | |

Il bilancio inter-industriale era sviluppato per tipologie specifiche di prodotti. La relazione quantitativa tra i rami dell'economia sovietica era rappresentata matematicamente in forma elementare dalla formula:{\displaystyle X_{ij}=a_{ij}X_{j}}Dove:
- {\displaystyle a_{ij}} rappresenta la quantità di prodotti di un'industria {\displaystyle i} richiesta per la produzione di un'unità di produzione di un'altra industria {\displaystyle j};
- {\displaystyle X_{j}} è il volume di prodotti che deve essere prodotto dall'industria consumatrice {\displaystyle j};
- {\displaystyle X_{ij}} rappresenta l'intero flusso dall'industria {\displaystyle i} all'industria {\displaystyle j}.

Il modello matematico del bilancio inter-industriale può essere rappresentato da un sistema di equazioni lineari:
{\displaystyle X_{1}=a_{11}X_{1}+a_{12}X_{2}+...+a_{1n}X_{n}+Y_{1}}
{\displaystyle X_{2}=a_{21}X_{1}+a_{22}X_{2}+...+a_{2n}X_{n}+Y_{2}}
{\displaystyle ...}
{\displaystyle X_{n}=a_{n1}X_{1}+a_{n2}X_{2}+...+a_{nn}X_{n}+Y_{n}}
Dove {\displaystyle Y} caratterizza la dimensione del consumo finale di un dato ramo dell'economia nazionale. La risoluzione del sistema porta al calcolo (tramite elaboratori elettronici) del coefficiente del costo totale che caratterizza i costi di un prodotto per la produzione di un'unità di un altro prodotto lungo l'intera catena di industrie interconnesse.
Il pianificatore doveva in seguito identificare dove vi erano delle mancate corrispondenze tra i livelli delle uscite di un determinato materiale che veniva utilizzato come risorsa in un altro settore economico, ovvero dove vi erano differenze tra l'offerta e la domanda. Se queste disuguaglianze venivano identificate dopo, per il piano annuale, i piani di utilizzo di un particolare materiale potevano essere tagliati o veniva fatto uno sforzo alternativo per aumentare la disponibilità. Le mancate corrispondenze all'interno del piano quinquennale tra domanda e offerta potevano essere mitigate modificando i piani a lungo termine per aumentare la capacità produttiva.

#### Altri bilanci
- Il bilancio della capacità produttiva riguardava il cambiamento di capacità a seconda dello stato, le caratteristiche della riproduzione e il grado di utilizzo delle attrezzature o di altri tipi di strumenti di lavoro che determinano la produzione.[50] La capacità di produzione, calcolata dalle imprese e dalle industrie, era intesa come la massima produzione annua possibile di prodotti o il volume di lavorazione delle materie prime con il pieno utilizzo delle attrezzature e delle aree di produzione, tenendo conto dei risultati della tecnologia avanzata e dell'organizzazione del lavoro e garantendo prodotti di alta qualità.[50] La dimensione della capacità veniva periodicamente aggiornata in base all'introduzione di nuove tecnologie, ai cambiamenti nella nomenclatura e nella gamma dei prodotti e alla modalità operativa.[50] La somma delle capacità delle singole imprese per lo stesso tipo di prodotto era la capacità produttiva dell'industria per questo tipo di prodotto.[50] Nelle economie pianificate dei paesi socialisti, il bilancio delle capacità di produzione era redatto per collegare il volume di produzione pianificato e la capacità di produzione richiesta; consentendo di convalidare il piano di produzione da indicatori di utilizzo della capacità e contribuire alla scelta della direzione più razionale degli investimenti di capitale.[50] Dal 1964, tutte le aziende sovietiche dovevano compilare i bilanci della capacità produttiva a partire dal 1º gennaio di ogni anno.[51]
- Il bilancio commerciale riguardava il rapporto tra il valore delle esportazioni e delle importazioni per un determinato periodo (di solito per un anno),[52] e comprendeva il valore dei beni venduti (parte attiva) e acquistati (parte passiva) sulla base del pagamento immediato, forniti a credito o gratuitamente sotto forma di assistenza pubblica o regalo (meno il costo di quest'ultimo, la bilancia commerciale è inclusa nella bilancia dei pagamenti).[52]
- Il bilancio della forza lavoro riguardava la riproduzione del lavoro ed era un sistema di indicatori che rivelavano vari aspetti dell'uso delle risorse di lavoro.[53] Tale bilancio rifletteva il numero della forza lavoro e la composizione qualitativa per sesso, età, gruppi sociali, tipi di occupazione e settori dell'economia e delle professioni nazionali.[53] Tali bilanci dovevano garantire la disponibilità di una sufficiente forza lavoro per le attività produttive, sociali e culturali, e venivano compilati per l'intera Unione Sovietica, per le singole RSS e regioni, in modo da pianificare la gestione del lavoro.[47]
- Il bilancio finanziario rifletteva la formazione e distribuzione dei redditi dello Stato, delle aziende e della popolazione.[47] I bilanci riguardanti la popolazione erano necessari per determinare la domanda dei consumatori e pianificare la produzione dei beni di consumo e delle vendite al dettaglio e altri settori.[54]
- Il bilancio contabile rappresentava, con indicatori monetari generalizzati, lo stato delle attività economiche di un’azienda statale e le loro fonti della loro formazione alla data di bilancio.[55]

Durante il periodo in vigore del piano quinquennale, i prezzi della vendita all'ingrosso dovevano essere mantenuti stabili, come anche le stime dei prezzi della costruzione del capitale e le tariffe nel trasporto delle merci.

### Settori

#### Progresso scientifico e tecnologico
La pianificazione del progresso scientifico e tecnologico nell'URSS era parte integrante della pianificazione dell'economia nazionale sovietica e doveva favorire il miglioramento del livello tecnico di produzione e l'efficienza dell'economia nazionale. Il compito principale era quello di sviluppare complessi programmi di sviluppo scientifico, tecnico e tecnologico collegati a tutte le sezioni e ai principali indicatori del piano economico.
Lo Stato sovietico poteva concentrare gli sforzi degli scienziati e di altri specialisti sulla risoluzione dei problemi più urgenti, convogliare le risorse finanziarie, materiali e tecniche nelle principali aree d'interesse della scienza e della tecnologia. A partire dal 1968, la pianificazione scientifica era regolata dal decreto del Comitato centrale del PCUS e del Consiglio dei ministri dell'URSS "sulle misure per migliorare l'efficienza delle organizzazioni scientifiche e accelerare l'uso dei risultati della scienza e della tecnologia nell'economia nazionale".
Al processo di pianificazione prendevano parte il Comitato di Stato del Consiglio dei Ministri dell'URSS per la scienza e la tecnologia, l'Accademia delle scienze dell'URSS, il Gosplan, il Comitato per l'edilizia statale e il Ministero dell'istruzione specialistica superiore e secondaria dell'URSS. Il Consiglio dei ministri dell'URSS considerava e approvava le principali direzioni e piani per lo sviluppo del progresso scientifico e tecnologico, stabiliva la procedura per lo sviluppo di piani per la ricerca scientifica e introduceva i risultati della ricerca scientifica nella produzione, finanziava lo sviluppo, organizzava l'informazione tecnico-scientifica e la formazione del personale scientifico.
L'inizio della pianificazione del progresso tecnico-scientifico coincideva con le prime fasi di sviluppo del piano quinquennale, in modo da conoscere in anticipo gli obiettivi economici richiesti. Nella prima fase, gli scienziati e gli specialisti sovietici analizzavano le tendenze tecnico-scientifiche ed elaboravano previsioni per un periodo di 10-15 anni, in particolare per il complesso dei combustibili e dell'energia, lo sviluppo integrato dei trasporti, agricoltura e molti altri settori della scienza, della tecnologia e dell'economia nazionale, ad eccezione delle scienze naturali. Per ogni problema scientifico e tecnico incluso nel piano economico nazionale venivano sviluppati schemi di coordinamento dettagliati, con le fasi più importanti del lavoro, i tempi della loro attuazione e le organizzazioni responsabili. Questi schemi, approvati dal Comitato di Stato per la scienza e la tecnologia, prevedevano l'attuazione dell'intero flusso di lavoro, dalla ricerca scientifica all'utilizzo dei loro risultati nell'economia nazionale.
Nella seconda fase della pianificazione, la bozza del programma di sviluppo tecnico-scientifico veniva discussa dal Congresso del PCUS all'interno del piano quinquennale.
La sezione del piano quinquennale per lo sviluppo della scienza e della tecnologia conteneva compiti specifici e indicava gli esecutori, le scadenze e i volumi di lavoro; mentre la sezione dedicata alla formazione del personale scientifico riguardava il lavoro della scuola di specializzazione, come le quote di ammissioni per gli anni del piano quinquennale e allo studio post laurea. La sezione del piano per il finanziamento delle istituzioni scientifiche prevedeva l'assegnazione di fondi nel contesto delle repubbliche sovietiche, dei ministeri e dei dipartimenti dell'URSS, in base alla quantità di lavoro svolto secondo il piano statale.
Quando era ritenuto necessario, ogni anno venivano apportate adeguate modifiche al piano statale per la scienza e la tecnologia.

#### Industria

Marchio di qualità statale, 1967.

La pianificazione dell'industria doveva garantire la fornitura di strumenti e attrezzature moderne e ad alte prestazioni, nonché di materiali per la realizzazione di mezzi di trasporto e comunicazioni, e doveva rendere sempre più efficiente la produzione tramite l'introduzione delle scoperte scientifiche e tecnologiche o di nuovi metodi di lavorazione. Nel piano erano presenti i programmi della produzione, gli obiettivi e i risultati della ricerca tecnico-scientifica, la realizzazione di capitale, il personale richiesto, le entrate, i profitti, i costi di produzione, le forniture di materiali e tecnologia, la finanza e i crediti.
In base agli indicatori forniti dal Gosplan e dal Comitato statistico, le imprese statali potevano stabilire quali dovevano essere i consumatori diretti dei loro prodotti, mentre a livello centrale avveniva la pianificazione negli ambiti che coinvolgevano i più importanti indicatori naturali (materie prime, carburante, energia elettrica) e di costo. L'industria stessa era considerata dagli organi centrali come il principale consumatore di prodotti industriali.
Nella pianificazione, la produzione era suddivisa in due gruppi:
- Il Gruppo A riuniva le aziende e le fabbriche impegnate nella produzione di beni capitali, ovvero quei prodotti destinati al consumo industriale impiegati come mezzi o oggetti di lavoro.[66][67][68]
- Il Gruppo B riuniva la produzione dei beni di consumo e dei prodotti destinati alla soddisfazione delle esigenze personali e sociali dei cittadini.[66][67][68]

Nel governo, gli organi competenti erano i Commissariati per l'Industria (1923-1946) e i Ministeri dell'industria (1946-1991) suddivisi nelle macro-categorie di industria pesante, leggera, boschiva e peschiera.

#### Agricoltura

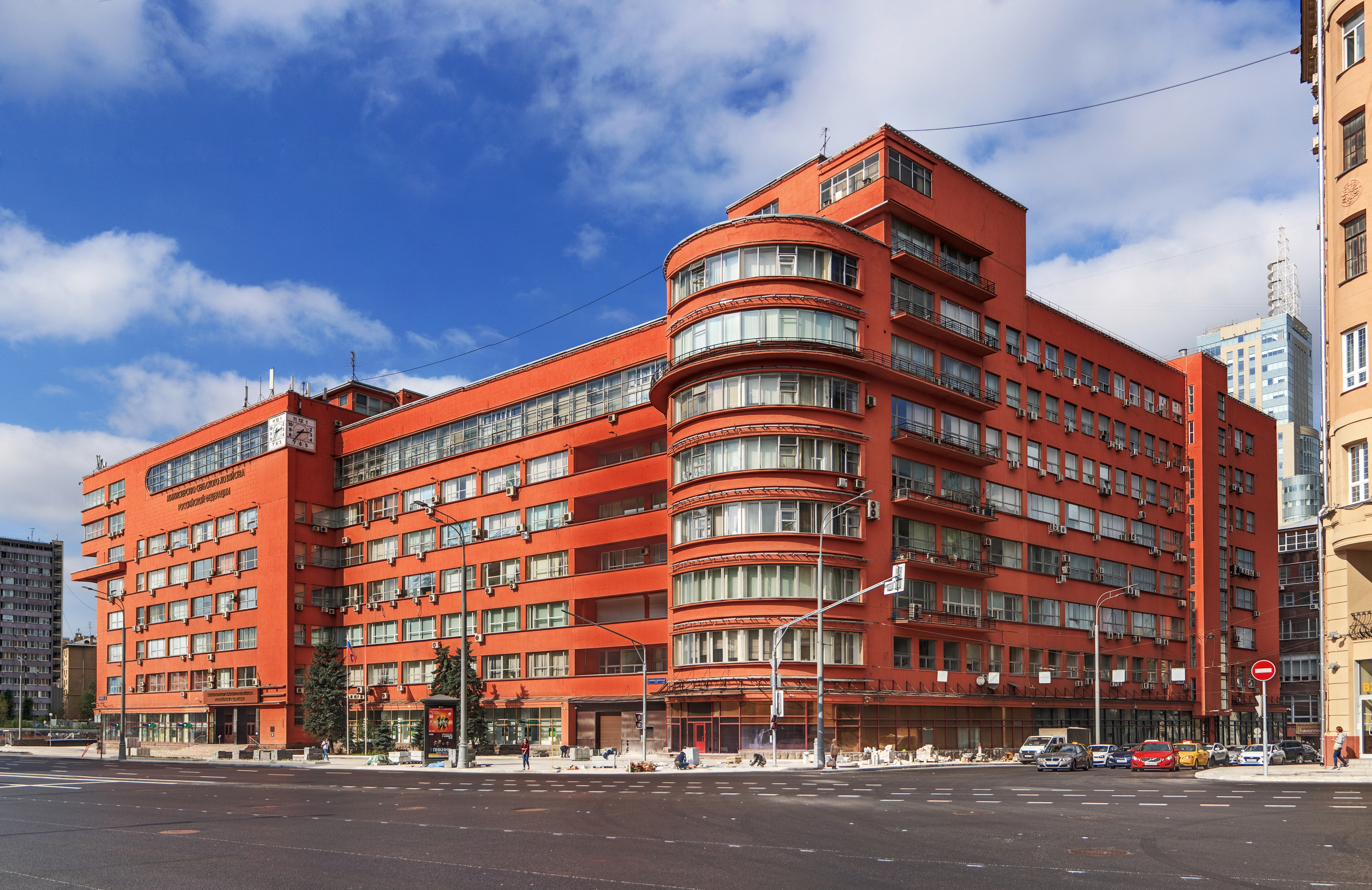
Edificio del Commissariato del popolo per la terra, dal 1990 sede del Ministero dell'agricoltura della Federazione Russa.

La pianificazione agricola doveva garantire un migliore posizionamento e impiego delle specializzazioni e delle concentrazioni della produzione, nonché favorire un impiego migliore e razionale delle risorse materiali e lavorative disponibili. Inoltre, il pianificatore doveva stabilire le giuste proporzioni tra lo sviluppo del settore agricolo e quello degli altri settori economici nazionali, tenendo in considerazione il fatto che la produzione agricola era fortemente condizionata dalla natura e aveva ritmi lavorativi diversi da quelli industriali.
Nella pianificazione della produzione agricola si distingueva quella per i sovchozy statali e dei kolchozy collettivi. Gli organi centrali gestivano i sovchozy includendoli nella contabilità completa dello Stato, escludendo però il volume degli acquisti pubblici dei loro prodotti e altri indicatori. Per i kolchozy, si doveva considerare la corretta combinazione degli interessi personali degli agricoltori collettivi con gli interessi sociali e nazionali: lo Stato stabiliva soltanto il volume degli acquisti statali di prodotti agricoli dalle fattorie collettive, mentre quest'ultime potevano determinare autonomamente gli altri indicatori del piano.
Nel governo, gli organi competenti erano i Commissariati per l'agricoltura (1923-1946) e i Ministeri dell'agricoltura (1946-1991), che pianificavano lo sviluppo di kolchoz e sovchoz, determinavano la politica tecnico-scientifica per i settori specifici e fornivano una guida metodologica per la produzione e l'organizzazione nelle aziende agricole collettive e statali.
La pianificazione agricola partiva al livello dei kolchozy e sovchozy che, sotto la guida dei organi governativi e con la partecipazione di istituti di ricerca e stazioni per la sperimentazione agricola, creavano le bozze dei principali indicatori di sviluppo e le proposte di vendita allo Stato dei prodotti agricoli in un quinquennio. Le bozze venivano discusse nelle riunioni degli agricoltori collettivi e statali ed in seguito inviate ai responsabili degli organi statali locali e dei rajony. Dai rajony, i progetti passavano in seguito ai ministeri agricoli degli Oblasti, delle Repubbliche socialiste sovietiche autonome, delle RSS e infine al governo centrale.

#### Trasporti
La pianificazione dello sviluppo del settore dei trasporti prevedeva un aumento del volume del traffico di merci e passeggeri, un ulteriore miglioramento della base tecnica materiale e la ricostruzione tecnica di tutte le tipologie di trasporto.
Nella creazione degli indicatori per lo sviluppo di ogni genere di trasporto, si analizzavano i risultati delle attività nel periodo precedente e considerava le riserve e i possibili metodi per un migliore utilizzo dei veicoli e delle infrastrutture. La pianificazione era strettamente correlata con l'ubicazione delle forze produttive nel territorio e con la crescita delle relazioni economiche dell'Unione Sovietica con altri Paesi del mondo.
Gli organi centrali coinvolti nel processo erano il Ministero delle vie di comunicazione, il Ministero della flotta navale e il Ministero dell'aviazione civile.

#### Investimenti
Il volume di investimenti pianificati richiesto in un piano era determinato dal confronto tra le necessità della società, il livello della produzione, la prevista introduzione di nuove capacità produttive e le possibili importazioni. Il volume richiesto era comparato con quello fattibile, determinato dal tasso di accumulazione nel reddito nazionale, il volume di quest'ultimo e la scala di rinnovamento. Veniva in seguito effettuato un primo bilancio preliminare del piano d’investimento attraverso i cambiamenti nel tasso di accumulazione o nel valore dei coefficienti del capitale, dato che l'incremento nella produzione dipendeva dal volume e dalla sua efficienza. L'effetto del ritardo tra il periodo in cui venivano fatti gli investimento e quello in cui veniva ottenuto un ritorno economico era di particolare importanza per i calcoli dell'efficienza economica dell'investimento.
A livello macroeconomico, venivano valutati il valore del possibile investimento e la sua misura in base alla correlazione delle capacità esistenti e necessarie nei settori che producevano elementi di asset fissi. Di conseguenza, venivano impiegati tratti i dati del bilancio economico nazionale e veniva data una descrizione del volume della produzione nei rami dell'ingegneria e dell'edilizia il cui output rientrava tra gli elementi materiali chiave del piano degli investimenti. La distruzione degli investimenti tra settori e regioni avveniva in base agli obiettivi economici stabiliti nel piano per un dato periodo.
Nel piano, venivano calcolati gli indicatori per valutare l'efficienza economica degli investimenti a livello nazionale e locale, considerando i cambiamenti nella produzione, l'introduzione di nuovi materiali e tecnologie e confrontando i nuovi indicatori con quelli del piano precedente.

#### Lavoro
In base all'articolo 40 della costituzione sovietica, il governo doveva garantire il diritto al lavoro e la piena occupazione. Di conseguenza, una sezione del piano era dedicata alla pianificazione del lavoro in base alle esigenze economiche dell'URSS.
In una prima fase, veniva analizzato l'impiego della manodopera nel periodo precedente al piano, evidenziando i principali andamenti e problemi sia a livello nazionale sia per settore, e si studiavano i dati demografici riguardanti l'occupazione in ogni professione e la quantità di personale formato. Veniva considerata anche l'influenza del progresso tecnologico sull'impiego per stimare la richiesta di manodopera per una determinata professione.
In una seconda fase, i pianificatori eseguivano calcoli per cercare di determinare la migliore variante possibile per l'impiego efficiente della manodopera in modo tale da garantire la piena occupazione, lo sviluppo economico e il miglioramento della qualità della vita.
Il calcolo della richiesta di personale formato includeva l'analisi dei cambiamenti in atto nella composizione della forza lavoro e l'individuazione della domanda dei singoli settori durante il periodo del piano, considerando gli andamenti e la scala del progresso tecnologico.
I pianificatori partivano da modelli riguardanti l'impiego di professionisti nel periodo precedente a quello del piano divisi per settore, e il confronto tra i dati contabili e le stime iniziali della domanda di specialisti per il periodo del piano indicava l'incremento richiesto e consentiva di determinare gli obiettivi per l'intero sistema di formazione del personale. Tuttavia, il periodo necessario per formare gli specialisti poteva non coincidere con quello del piano, di conseguenza il bisogno di personale altamente qualificato doveva essere stabilito 8 o 10 anni in anticipo.
Nel periodo quinquennale, la domanda veniva stabilita per ogni settore sulla base dei dati riassuntivi e delle bozze dei piani riguardanti lo sviluppo nell'ambito produttivo e dei servizi previsto nel piano quinquennale. Per i periodi più remoti, i pianificatori realizzavano calcoli aggregati per gruppi di specialità, considerando la domanda stabilita per il piano quinquennale e gli andamenti complessivi dell'economia.

#### Commercio estero

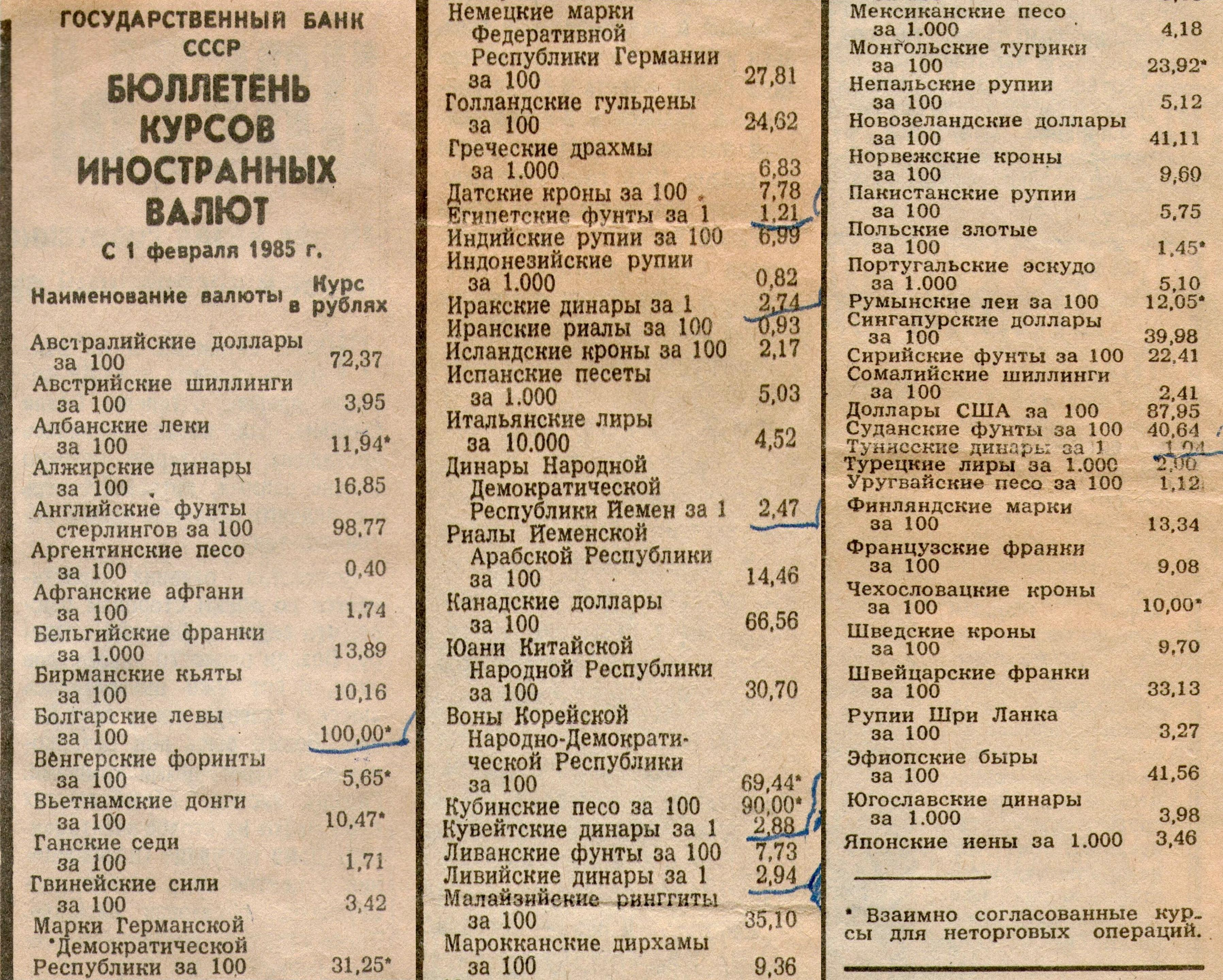
Tassi di cambio del rublo sovietico rispetto alle principali valute, riportato dal numero di Izvestija del 1 febbraio 1985.

L'investimento nel commercio estero era calcolato considerando se le esportazioni (o parte di esse) fossero un elemento autonomo de piano o in funzione delle importazioni.
Nelle fasi iniziali, nei ministri settoriali e nel Gosplan, venivano determinate le possibilità di aumentare la produzione nella capacità produttiva in costruzione e di modernizzarla all'inizio del periodo del piano, importando anche strumenti e materiali. L'aumento delle importazioni doveva essere assicurato da un aumento redditizio nelle esportazioni di beni, con ulteriori investimenti efficienti nei settori dell'export. Inoltre, il commercio estero doveva andare incontro alla richiesta nazionale per quei beni il cui import era più redditizio rispetto alla loro produzione nell'URSS.
La spesa economica nazionale per la produzione dell'export, come negli altri settori, era determinata dai costi di produzione dell'output più l'intensità del capitale e moltiplicato per il coefficiente di efficienza standard. L'efficienza doveva inoltre essere calcolata considerando il tasso di cambio del rublo rispetto alla valuta del paese verso cui esportare, e veniva quindi confrontato il ricavo netto di valuta dalle esportazioni per unita di bene con la spesa per produrlo e trasportarlo al confine.
Poiché l'investimento di capitale nella produzione per l'export veniva fatto per aumentare il ricavo ed espandere l'import, gli indicatori dell'efficienza delle esportazioni doveva essere coordinato con quelli per le importazioni condizionate dalle esportazioni. L'efficienza dell'export poteva essere determinato considerando l'efficienza dell'import di beni acquistabili con ritorni di valuta, e la composizione e la quantità di queste importazioni era nota come equivalente d'importazione.
L'indicatore per l'efficienza relativa del bene importato {\displaystyle X_{n}} era il risultato dell'equazione:{\displaystyle X_{n}={\frac {Z_{n}}{B_{n}}}(rubli/rubli\,convertibili)}Dove:
- {\displaystyle Z_{n}} era la spesa nella produzione domestica del bene importato;
- {\displaystyle B_{n}} rappresentava gli esborsi valutari completi per pagare le importazioni e la loro consegna al confine.

L'indicatore {\displaystyle X_{n}} poteva essere usato per confrontare l'efficienza delle esportazioni e l'importazione di beni nei limiti dello smercio con un singolo Paese o gruppo di Paesi le cui valute erano mutualmente convertibili.
La dimensione dell'indicatore d'efficienza per l'equivalente d'importazione {\displaystyle X_{n\,equiv}}, usato per specificare il potere d'acquisto della valuta ricevuta dall'esportazione del bene, era determinata con la seguente formula:{\displaystyle X_{n\,equiv}={\frac {Z_{n}\Pi _{n}}{B_{n}\Pi _{n}}}}Dove:
- {\displaystyle \Pi _{n}} era il numero di singoli tipi di beni inclusi nella composizione dei beni d'importazione-sostituzione;
- {\displaystyle Z_{n}\Pi _{n}} era la somma delle spese nella produzione dei beni d'importazione-sostituzione in URSS;
- {\displaystyle Z_{n}\Pi _{n}} era la somma delle spese di valuta nell'acquisto dei beni d'importazione-sostituzione.

Complessivamente, veniva calcolata anche l’efficienza relativa delle esportazioni in termine di valuta {\displaystyle X_{en}} con la formula:{\displaystyle X_{en}=X_{e}\cdot X{n\,equiv}}Per l'investimento in ogni nuovo progetto d'esportazione, il parametro vincolante era l'efficienza complessiva dello smercio estero {\displaystyle X_{ft}}:{\displaystyle X_{ft}={\frac {Z_{n}\Pi _{n}}{Z_{e}\Pi _{e}}}}Dove:
- {\displaystyle Z_{n}\Pi _{n}} era il totale delle spese economiche nazionali nella produzione interna delle importazioni acquistate in un singolo Paese, gruppo di Paesi, o nella produzione di tutti i beni importati in Unione Sovietica;
- {\displaystyle Z_{e}\Pi _{e}} era il totale delle spese economiche nazionali nella produzione e nel trasporto delle esportazioni verso un singolo Paese o gruppo di Paesi, oppure l'intero volume delle esportazioni.

Se l'indicatore d'efficienza era superiore all'unità (quindi {\displaystyle X_{ft}>1}), il commercio estero con un singolo Paese o gruppo di Paesi era ritenuto economicamente vantaggioso. L'aumento nella capacità di esportazione di un singolo bene poteva essere effettuato a condizione che la produzione del volume aggiuntivo di tale bene avesse richiesto spese relativamente maggiori e che potesse essere venduto a prezzi di mercato estero inferiori: di conseguenza, l'indicatore d'efficienza delle esportazioni calava. Il limite all'aumento del volume delle esportazioni. era che l'indicatore non fosse minore dell'unità (quindi {\displaystyle X_{ft}<1} ).

#### Liquidità, circolazione e prezzi

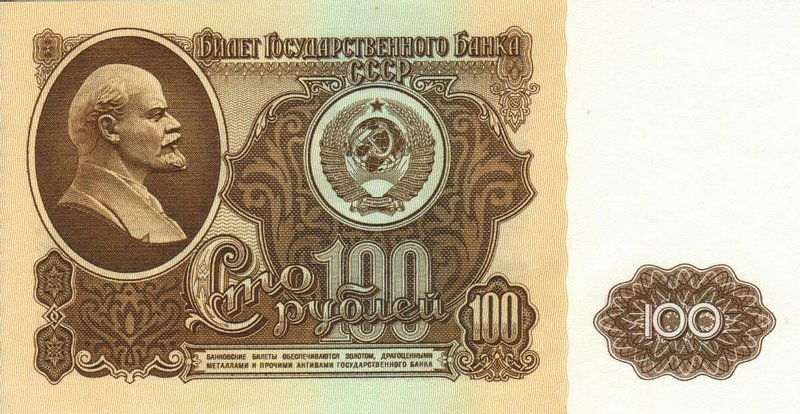
Banconota da 100 rubli emessa dal 1961.

La pianificazione della liquidità riguardava la disponibilità del contante nelle filiali della Banca statale dell'URSS, nonché modifiche della quantità di denaro in circolazione e alle politiche di pagamento e risparmio dei lavoratori. La Gosbank era incaricata di realizzare tali piani In URSS in base agli indicatori del piano economico nazionale, del bilancio dello Stato, del saldo delle entrate e delle spese in contanti della popolazione, dei piani economico-finanziari e delle stime fatte da imprese, istituzioni e altre organizzazioni.
La pianificazione della circolazione del denaro era mirata a regolare la quantità di denaro in circolazione in base alle esigenze della riproduzione socialista estesa. Doveva fornire la necessaria corrispondenza tra la moneta e l'offerta di merci in circolazione, e la circolazione del contante nel socialismo era principalmente limitata alla sfera dei redditi monetari della popolazione e alla loro realizzazione. La pianificazione interessava il fatturato derivante dal ricevimento da parte della popolazione di entrate monetarie dalle imprese socialiste e dallo Stato ed il fatturato associato all'acquisto di beni da parte di la popolazione, il pagamento dei servizi, i contributi al sistema finanziario, ecc. La pianificazione della circolazione del denaro dipendeva in gran parte dalla pianificazione della produzione e dalla distribuzione del prodotto sociale aggregato e del reddito nazionale (e all'interno di quest'ultimo, il fondo di consumo).
La pianificazione dei prezzi era di grande importanza per la pianificazione dell'economia nazionale, l'attuazione di una politica unificata dei prezzi e la preparazione di nuovi listini. Alla base vi era un piano quinquennale per il miglioramento dei prezzi all'ingrosso comprendente la determinazione dei principali andamenti dei prezzi per il quinquennio, i compiti per migliorare i metodi nella determinazione dei prezzi e la tempistica delle revisioni generali dei prezzi. La pianificazione veniva affidata al Comitato statale per i prezzi.

#### Pianificazione regionale
La pianificazione dell'economia a livello regionale o locale era definita come "pianificazione dei luoghi di produzione nell'URSS", e considerava nel dettaglio le specializzazioni e le quantità di risorse di un dato territorio. In una prima fase, venivano determinati gli schemi principali per settore per lo sviluppo e il luogo di produzione, successivamente gli schemi venivano realizzati per ogni repubblica e regione economica. I due tipi di bozze erano poi uniti in uno schema generale a lungo termine per il luogo esaminato da impiegare per la stesura di specifici piani con l'impiego di metodi simili a quelli usati a livello nazionale.

### Stesura dei piani annuali
Il piano quinquennale veniva suddiviso in piani annuali, abbozzati sulla base degli obiettivi e dei tassi stabiliti nel piano quinquennale per l'anno considerato.
Dopo un'analisi dei risultati dei piani annuali precedenti e di quello in corso, il Gosplan faceva raccomandazioni per specificare gli indicatori del piano quinquennale per il dato anno e le inviava ai ministeri e ai governi delle RSS, che a loro volta inserivano emendamenti alle bozze e si consultavano con le aziende. Quest'ultime determinavano le possibilità per soddisfare il piano proposto e fornivano suggerimenti.
Infine, le proposte e le bozze seguivano il percorso al contrario, dalle aziende al Gosplan. I ministeri e i dipartimenti distribuivano gli obiettivi dei piani a livello di gruppi di aziende interconnesse, mentre le RSS si occupavano della pianificazione per lo sviluppo dei settori a livello repubblicano.
Dopo la redazione del piano, il bilancio dell'economia nazionale dell'URSS sotto forma di un sistema di indicatori ampliati fungeva da sezione economica generalizzante del piano economico nazionale.

### Approvazione finale
In base agli obiettivi del piano quinquennale per il dato anno e alle bozze, il Gosplan preparava la bozza definitiva del piano e la inviava al Consiglio dei ministri dell'URSS almeno quattro mesi prima dell'inizio dell'anno considerato.
La bozza veniva in seguito revisionata dal Comitato Centrale del PCUS e discussa nelle commissioni permanenti del Soviet Supremo dell'Unione Sovietica assieme ai ministeri, dipartimenti e al Gosplan stesso. Alla fine, il testo veniva discusso durante le sedute del Soviet Supremo e approvato come Legge sul Piano statale per lo sviluppo dell'economia nazionale dell'URSS (in russo Закон о государственном плане развития народного хозяйства СССР?, Zakon o gosudarstvennom plane razvitija narodnogo chozjajstva SSSR).

### Valutazione dei risultati
La valutazione della soddisfazione del piano quinquennale avveniva ad ogni livello della gestione tramite il calcolo dei risultati totali progressivi di ciascun anno del quinquennio, mentre per i piani annuali si consideravano le figure di inizio e fine anno. Il raggiungimento o il superamento degli obiettivi comportava la presenza di somme di denaro lasciate alle aziende per pagare gli stipendi dei lavoratori, per lo sviluppo abitativo e culturale della forza lavoro e per migliorare le condizioni lavorative.
Gli indicatori dei prezzi, dei crediti e dell'efficienza economica dovevano fungere da segnali per indicare come l'intera economia nazionale avrebbe dovuto rispondere al raggiungimento del piano e cosa doveva essere fatto per portare il sistema economico in equilibrio.
La supervisione degli aspetti finanziari e valutari veniva svolta dal sistema finanziario e bancario (quindi dal Gosbank e dai Ministeri delle finanze), mentre l'aspetto fisico erano revisionati dai dipartimenti settoriali e dal sistema statistico dello Stato. Il secondo aspetto era gestito sia a livello territoriale e settoriale e sia a livello centrale, dove i servizi d'informazione dovevano essere indipendenti dai dipartimenti specializzati e subordinati al governo.
Con lo sviluppo dell'informatica in Unione Sovietica, i centri di calcolo iniziarono ad avere un ruolo essenziale nel velocizzare la raccolta e la trasmissione dei dati.

## Critica
Nella stesura dei bilanci, i coefficienti contenevano inevitabilmente un elemento politico o ‛soggettivo' e spesso venivano aumentati o diminuiti dai pianificatori ignorando le reali possibilità produttive delle industrie. Di frequente, le informazioni che giungevano agli organi centrali erano tendenziose e spettava al pianificatore rilevare la potenziale manipolazione e controbilanciare modificando i coefficienti. La pianificazione centralizzata, oltre dagli aspetti teorici, era influenzata dalle forze sociali interessate e dalle pressioni degli interessi settoriali, che portavano ad una correzione della tendenza principale, quando le questioni di consumo diventavano per qualche tempo predominanti. I dati degli archivi sovietici aperti negli anni novanta indicano che l'effettiva allocazione delle risorse non corrispondeva ai suoi principi dichiarati di base. Le indicazioni generali, approvate dai vertici politici, non erano legate ai piani operativi delle imprese e non erano previste forniture di risorse nel volume richiesto. I piani venivano spesso stabiliti sulla base di congetture, intuizioni, invece di calcoli precisi e subordinazione verticale, la contrattazione amministrativa veniva eseguita a tutti i livelli dell'economia sovietica, a seguito della quale i piani annuali venivano spesso rivisti nel processo di attuazione. Secondo Nikolaj Kulbaka, economista dell’Accademia presidenziale russa dell’economia nazionale e della pubblica amministrazione, il Gosplan si basava sulla percezione e le previsioni dei burocrati,senza tenere conto il mutare della domanda dei consumatori.
Le inclinazioni ideologiche portavano a piani irrealistici ed impossibili da eseguire ma la pressione per la loro attuazione portò ad un'ampia falsificazione delle statistiche su tutti i livelli d'indagine. Il feedback provocato da questi piani falsificati portò in seguito alla preparazione da parte del Gosplan di piani sempre più lontani dalla realtà:
(R.V.Daniels)
Nella costante attesa di una possibile guerra, l'URSS dava maggiore priorità all'industria militare e alla metallurgia, trascurando la produzione di beni di consumo. I prodotti erano commercializzati a prezzo fisso, ma quest’ultimo spesso non considerava in modo preciso o aggiornato i costi di produzione. Inoltre, i beni non erano distribuiti in modo capillare ma in base alla tipologia di città, con priorità data alle città chiuse, e spesso si verificavano deficit e scarsità.